# Benedict Daswa
Benedict Daswa tên đầy đủ là Tshimangadzo Samuel Daswa (1946 - 1990), sinh ở Mbahe, Limpopo, Nam Phi. Ông là một tín hữu Công giáo và từng là hiệu trưởng của một trường tiểu học ở Nam Phi. Ông đã bị một đám đông những người cùng địa phương sát hại khi ông phản đối những người chống lại tinh thần Công giáo và từ chối đóng góp tiền để thực hiện nghi lễ trừ khử các kẻ bị coi là phù thủy. Ông được xem là người tử đạo của giáo hội Công giáo. Ngày 13 tháng 9 năm 2015, Hồng y Angelo Amato thay mặt Giáo hoàng Phanxicô đã chủ trì lễ phong chân phước cho ông. Ông là người Nam Phi đầu tiên được phong danh hiệu cao quý này.

## Sự nghiệp
Benedict Daswa sinh ngày 16 tháng 6 năm 1946 ở Tshimangadzo Samuel Daswa, Nam Phi. Ông thuộc bộ tộc Lemba, một bộ tộc theo các nghi lễ Do Thái.. Daswa là con trai trưởng trong một gia đình có ba anh em trai và một em gái: Thanyani Mackson, Muvhulawa Calson, Thinavhuyo Mavis và Humbulani Innocent. Daswa thuở nhỏ phụ giúp gia đình chăn trâu và được đi học Tiểu học tại trường Vondwe vào năm 1957. Ông học trung học tại trường Mphaphuli. Sau khi cha ông bất ngờ qua đời, ông phải thay cha tìm cách kiếm tiền nuôi các em ăn học. Ông không ngừng khuyến khích họ học hỏi và nghiên cứu.
Daswa được một người bạn giới thiệu về đạo Công giáo khi ông đang sống với người chú tại Johannesburg. Ông đã học về đức tin Công giáo và học giáo lý vào các ngày chủ nhật. Sau hai năm theo học đạo, Daswa được rửa tội ngày 21 tháng 4 năm 1963 do linh mục Augustine O'Brien thực hiện.. Ông đã lấy tên thánh là "Benedict" do Daswa ngưỡng mộ thánh Benedict Nursia, và thích phương châm "Ora et labora" (cầu nguyện và làm việc) của ông. Daswa đã được chịu Bí tích Thêm Sức do Giám mục F. Clemens van Hoek, OSB ban ba tháng sau đó, ngày 21 tháng 7 năm 1963..
Benedict Daswa trở thành một thành viên tích cực của các nhà thờ ở Nam Phi. Năm 1973, Daswa đạt được chứng nhận giáo viên tiểu học tại Cao đẳng Sư phạm Venda. Ông vừa làm giáo viên vừa làm giáo lý viên nhằm giúp cho các thanh thiếu niên và các gia đình nghèo về tinh thần lẫn vật chất ở địa phương. Daswa trở thành người rất được kính trọng trong cộng đồng địa phương. Ông nổi tiếng vì tính trung thực và nghiêm túc trong công việc mình làm. Daswa đã giúp xây dựng nhà thờ đầu tiên trong khu vực ông sống. Ngày 1 tháng 1 năm 1979, ông nhận chức hiệu trưởng Trường Tiểu học Nweli. Ông đã từng thuyết phục thành công một người cha ngưng việc cho con gái tảo hôn, lấy người đàn ông lớn tuổi để em được tiếp tục đên trường và hoàn tất việc học của mình.
Năm 1974, Daswa kết hôn với Shadi Eveline Monyai, ông bà đã có tám người con. Ông cùng giúp vợ và chia sẻ các công việc gia đình, đây là việc làm chưa từng có vào thời gian đó ở các vùng nông thôn Nam Phi. Daswa thành lập một đội bóng đá tên là Mbahe Eleven nhưng ông đã rời đội bóng khi các thành viên tham gia vận dụng các suy nghĩ quá thực dụng trong lối chơi nhằm giành chiến thắng. Ông lập một đội bóng mới khác với tên Đội quân Mbahe Tự do. Ông là một thành viên tích cực tham gia các công tác nơi cộng đồng mình sinh sống. Ông nhận chức vụ thư ký trong Hội đồng truyền thống của địa phương.
Tháng 11 năm 1989, khu vực ông ở bị mưa lớn và sấm sét, việc này đã ảnh hưởng đến các sinh hoạt của mọi người. Đến tháng giêng năm 1990, ngôi làng của ông tiếp tục chịu đựng những cơn bão mạnh thêm một lần nữa. Các trưởng lão trong làng cho rằng, những tia chớp xảy ra là do ma thuật, họ áp đặt nên một loại thuế lên tất cả các cư dân trong vùng bắt họ phải trả tiền để cho người (Sangoma) "đánh hơi" tìm ra phù thủy, người được cho là "tội lỗi" đang sống trong làng, đã gây ra các cơn bão. Daswa từ chối yêu cầu này, ông nói với họ sấm sét mưa bão chỉ là các hiện tượng tự nhiên và ông không đưa tiền cho họ.
Ngày 02 tháng 2 năm 1990, Daswa lái xe đưa chị dâu và một cháu gái đang ốm đến bác sĩ ở Thohoyandou. Trên đường về nhà, ông thấy đường bị chặn bởi một cây lớn đổ ngang. Khi ông vừa xuống xe, một đám đông thanh niên lao vào đánh ông. Benedict Daswa bị ném đá chảy máu, ông rời xe đang hỏng và chạy đến túp lều của một người phụ nữ gần đó trốn. Tuy nhiên, người phụ nữ đã tiết lộ chỗ ông trốn khi bị đám đông đe dọa. Daswa đã bị đánh đến chết bằng gạch đá và gậy gộc, sau đó ông còn bị dội nước sôi lên người, họ đổ nước sôi vào tai và lỗ mũi của ông để đảm bảo là ông đã chết hẳn.
Mẹ của Daswa sau này cũng chuyển sang theo đạo Công giáo, bà đã dùng khoảng trợ cấp lương hưu ít ỏi của mình để mua tấm bia mộ cho người con trai bị sát hại. Hài cốt của Daswa sau đó đã được chuyển giao cho Giáo hội Nweli vào ngày 24 tháng 8 năm 2015.

## Phong Chân phước
Ngày 10 tháng 6 năm 2008, án phong chân phước cho Benedict Daswa bắt đầu được triển khai ở cấp độ giáo phận Tzaneen và được hoàn tất vào năm 2009. Sau đó án phong chân phước tiếp tục giai đoạn cấp độ Tòa thánh Roma vào ngày 05 tháng 11 năm 2010. Thỉnh nguyện viên được gán là linh mục Gioan Louis Chassem, MSC. Các tài liệu về cuộc sống và các bằng chứng đã cho thấy Benedict Daswa "bị giết chết cho đức tin của mình"- đã được trình lên Bộ Thánh vào năm 2013.
Giáo hoàng Phanxicô đã phê chuẩn một nghị định công nhận tử đạo cho Benedict Daswa vào ngày 22 tháng 1 năm 2015, theo đó giáo hoàng đã cho phép thực hiện phong chân phước cho Daswa. Việc chọn ngày để tổ chức lễ phong chân phước được giao cho Tổng giám mục Pretoria William M. Slattery thực hiện.
Ngày 13 tháng 9 năm 2015, lễ phong chân phước đã được cử hành do Hồng y Angelo Amato làm chủ tế tại Limpopo. Tham dự lễ phong chân phước cho Benedict Daswa có gia đình ông đặc biệt có mẹ ông và cả linh mục Augustine O'Brien, người đã thực hiện nghi thức rửa tội cho Daswa. Khoảng 35 000 người đã tham dự thánh lễ phong chân phước dành cho người Nam Phi đầu tiên này.

## Thánh tích
Ngày 24 tháng 8 năm 2015, hài cốt của Daswa được khai quật từ ngôi mộ của ông với sự có mặt của cảnh sát, y tá và bác sĩ. Cuộc khai quật mất hơn bốn giờ do việc chôn cất trước đây đã được tiến hành khá kỹ với nhiều lớp xi măng dầy. Người ta tìm thấy quan tài ông được làm bằng thép đang trong tình trạng tốt. Theo ước vọng của gia đình, hài cốt của ông được đưa đến ngôi mộ của vợ ông. Khi quan tài mở ra để lộ bộ xương của Daswa còn nguyên vẹn. Gia đình ông đã làm sạch và bọc hài cốt ông bằng loại vải Venda truyền thống. Hài cốt của Benedict Daswa sau đó đã được chuyển tới một ngôi mộ mới trong một nhà thờ ở Mbahe. Một chân và một phần của quần áo của ông được bỏ ngoài và gửi đi khắp nơi, sử dụng như là thánh tích.